# 沃尔夫之颈疏林州立公园
沃尔夫之颈疏林州立公园（英語：Wolfe's Neck Woods State Park）是一个位于缅因州弗里波特东南侧卡斯科湾的州立公园。公园占地244英亩（99公顷），位于一个名叫沃尔夫之颈（Wolfe's Neck）的狭长半岛上，在卡斯科湾和哈拉塞克特河之间延伸。州立公园包括白皮松和铁杉林、盐碱滩河口和岩石海岸。公园由缅因州农业、自然保护和林业部（Maine Department of Agriculture, Conservation and Forestry）管理。

## 历史
“沃尔夫之颈”得名于亨利（Henry）和雷切尔·伍尔夫（Rachel Woolfe），他们是该地区第一批永久性的欧洲定居者，于1733年定居。在20世纪，这片土地是劳伦斯·M·C·史密斯（Lawrence M.C. Smith）和埃莉诺·休斯顿·史密斯（Eleanor Houston Smith）夫妇所拥有的一个有机牛肉养殖基地。1969年，史密斯一家将他们的部分土地捐赠给了州政府，从而建立了州立公园。公园于1972年对公众开放。

## 活动和便利设施

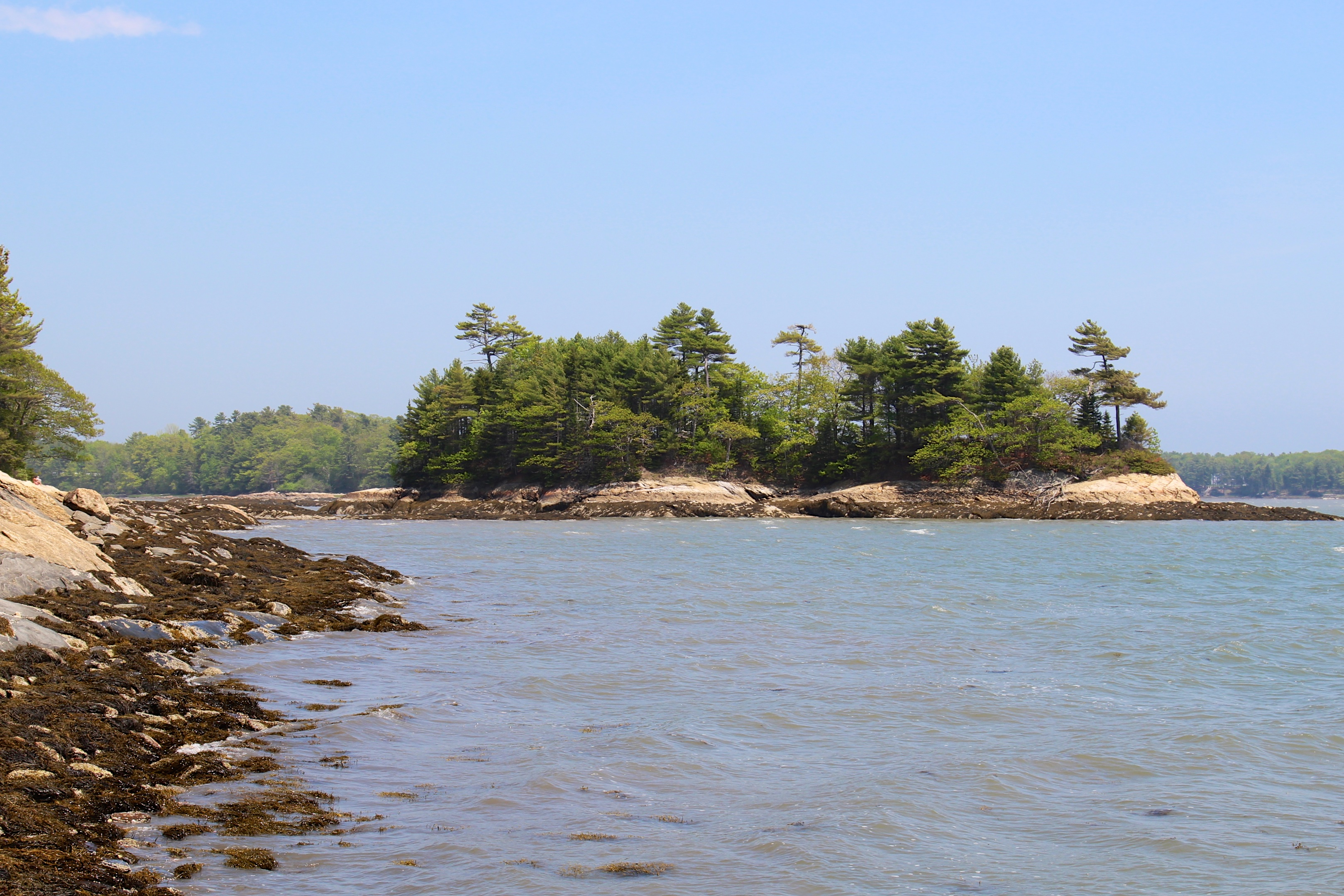
古金斯岛

公园提供徒步旅行、观鸟、野餐、越野滑雪和雪鞋运动。公园小径穿过森林和岩石海岸线，可以看到河流和海湾的景色。公园内可以观察到鱼鹰在离海岸不远的古金斯岛（Googins Island）筑巢。